# Langkessel
Ein Langkessel ist ein Teil des Kessels einer Dampflokomotive. Er ist in Abschnitte unterteilt, die einzeln Kesselschuss genannt werden.

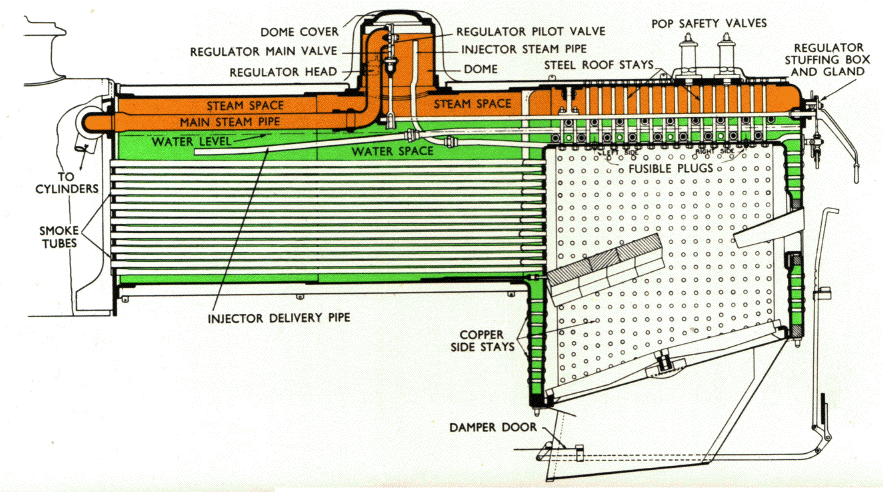
Schnittdarstellung eines Langkessels

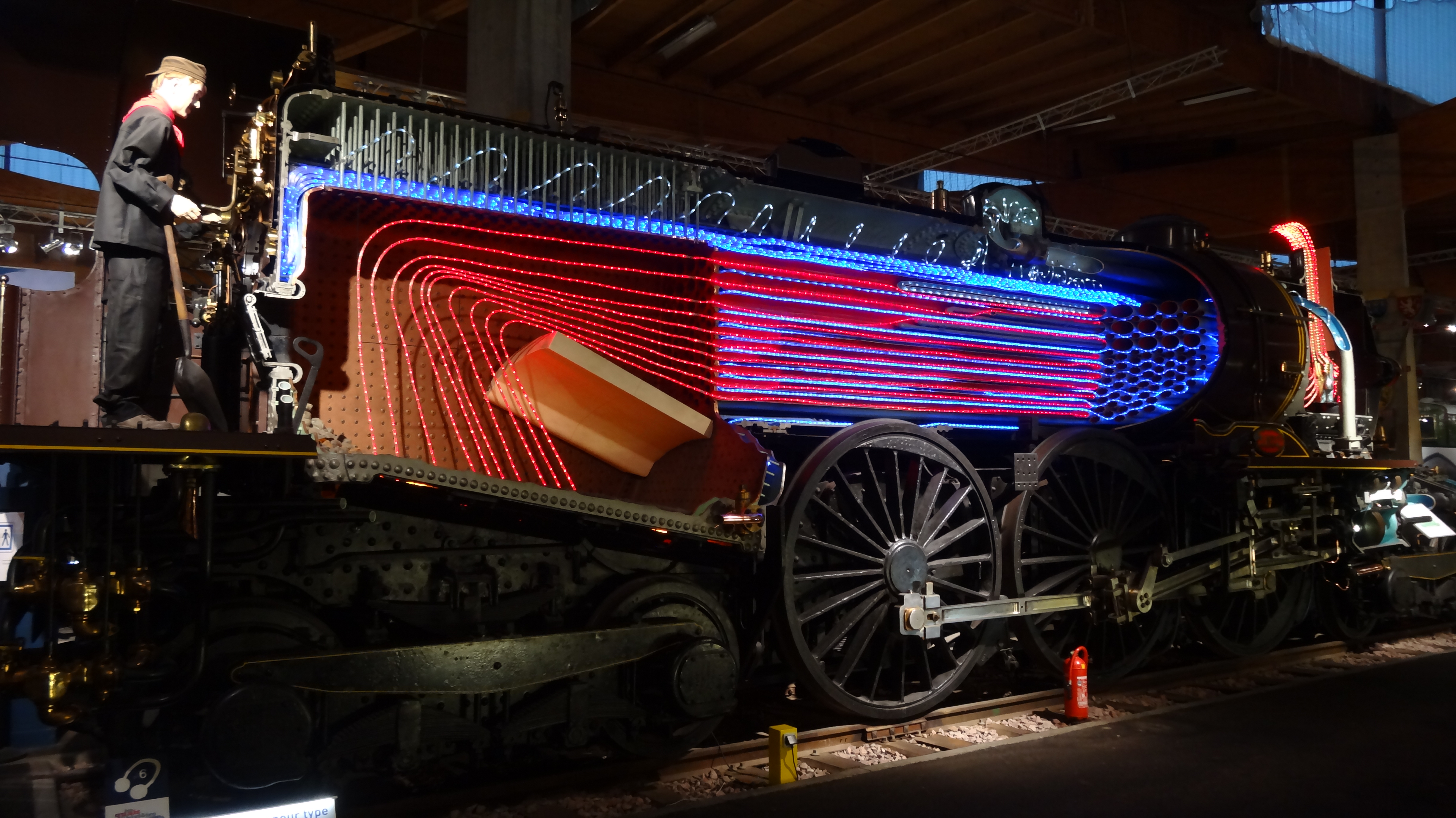
Feuerungströmung und Wasser-/Dampf-Schichtung in einem Langkessel

Der Langkessel schließt am Stehkessel an. Der Übergang wird durch die sogenannte Stiefelknechtplatte gebildet. Der zylindrische Langkessel ist in mehrere Kesselschüsse unterteilt. Diese sind bei älteren Kesseln teleskopartig übereinander geschoben und miteinander vernietet. Bei neueren Kesseln sind sie stumpf miteinander verschweißt. Der an den Hinterkessel angebaute erste Kesselschuss des Langkessels ist meist konisch und wird auch Übergangsschuss genannt. Die Kesselblechdicke richtet sich nach dem Kesseldruck, der Kesselgröße und dem Werkstoff.
Im Langkessel befinden sich Rohre, die die Verbrennungsgase von der Feuerbüchse in die Rauchkammer leiten. Dabei geben die Gase ihre Wärme an das Kesselspeisewasser ab, welches die Rohre umgibt. Der Langkessel ist zu etwa 75 % bis 80 % mit Wasser gefüllt. Die Wärme erhitzt das Wasser, so dass Dampf gebildet wird und Kesseldruck entsteht. Der Dampf wird einem Dampfdom oben auf dem Kesselscheitel entnommen. 
Bei der einfacheren und älteren Bauart der Nassdampflokomotive wird der Dampf aus den Dampfdom direkt zum Antrieb genutzt und an das Triebwerk geleitet. Die Rohre des Langkessels werden hier Heiz- oder auch Siederohre genannt und haben alle den gleichen Durchmesser.
Die wärmewirtschaftlichere Heißdampflokomotive verfügt über Rauch- und Heizrohre. Die Heizrohre haben einen kleineren Außendurchmesser zwischen 44,5 mm und 79 mm und haben die gleiche Aufgabe wie bei der Nassdampflokomotive. Die Rauchrohre sind mit dem Außendurchmesser zwischen 118 mm und 179 mm größer als die Heizrohre und haben innen zusätzlich die Rohre des Überhitzers. Die Überhitzerrohre sind U-förmig gebogen. Dort wird im Gegensatz zur Nassdampflokomotive der Dampf über die Überhitzerrohre nochmals durch den Langkessel geleitet und weiter zu Heißdampf erhitzt.